# Castell d'Estaràs
Castell d'Estaràs és un edifici del municipi d'Estaràs declarat bé cultural d'interès nacional.

## Descripció
El castell s'aixeca dalt d'un petit turó, als peus del qual es desenvolupa el municipi d'Estaràs. Tot i que els seus orígens cal buscar-los al segle xii, actualment es conserva una casa senyorial del segle xviii a que es va reconvertir amb el pas del temps, de planta rectangular, tres pisos, coberta a dues aigües i realitzada amb paredat, excepte les obertures que estan realitzades amb carreus regulars de grans dimensions, i, si s'observa detalladament, es poden apreciar certs detalls que corresponen a èpoques intermèdies.

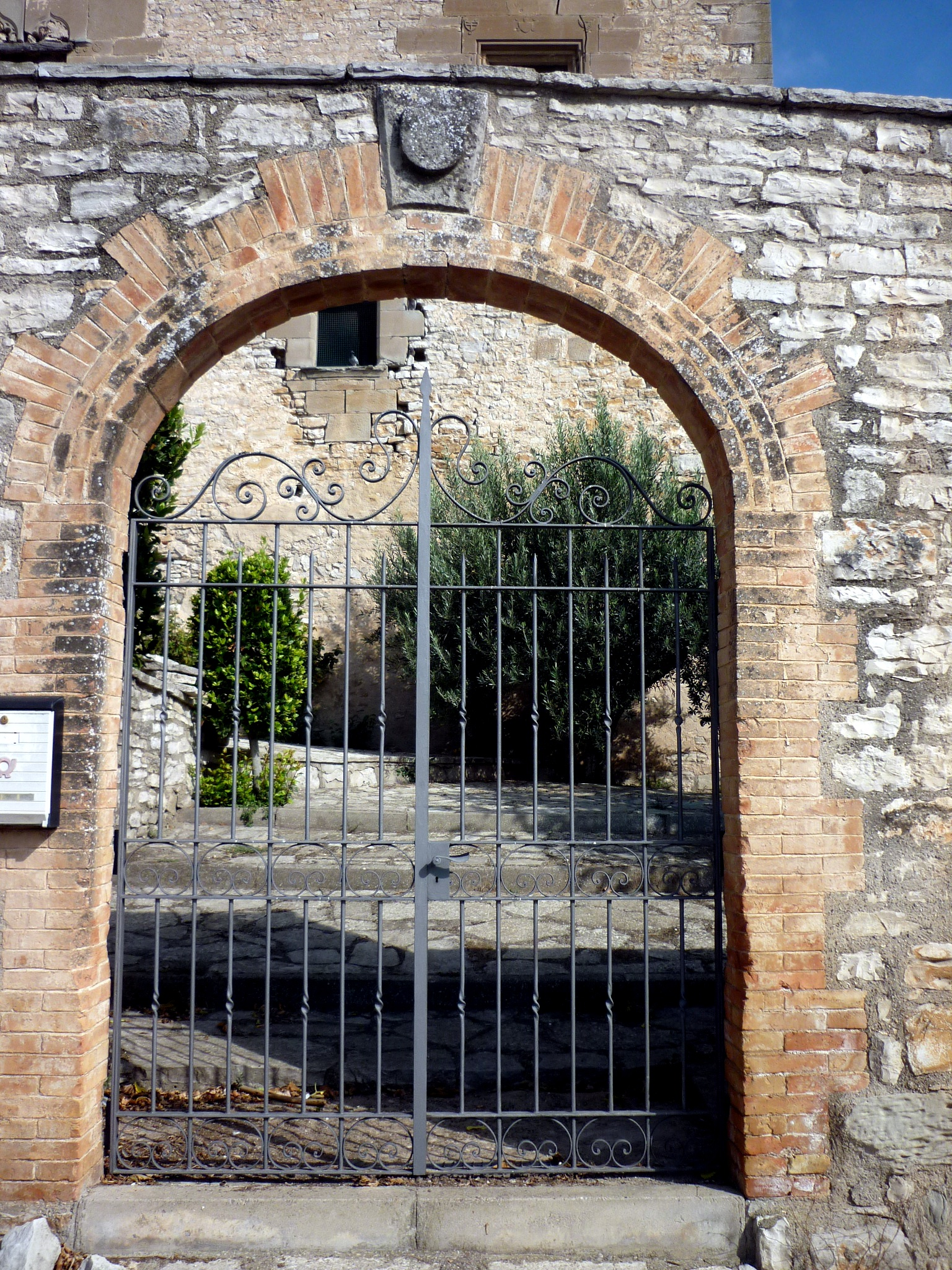
Portada

A la façana principal, difícilment visible a causa de la seva situació i inaccessibilitat, s'hi accedeix a través d'un tancat amb un mur fet amb paredat, on hi ha una única entrada amb arc de mig punt posterior realitzada amb maó col·locat a sardinell, tancada per una gran reixa de ferro fos. A la part de façana que queda visible des d'aquest punt es poden observar dues obertures situades al primer pis les quals presenten un tipus de decoració gòtica amb les llindes superiors i brancals decorats i amb represa inferior, acompanyades a la part superior de l'edifici per la presència de les restes d'un antic matacà.
La façana lateral esquerra és la que permet una major visibilitat, i s'observen clarament els tres pisos de l'edifici. Tant a la planta baixa com al primer pis trobem tres finestres de grans dimensions realitzades amb carreus regulars de grans dimensions, diferents les unes amb les altres pel que fa al tipus de decoració escultòrica, així a les obertures situades a la planta baixa es pot observar que tant les llindes superiors com els brancals estan motllurats, amb un tipus de decoració a les llindes que segueix uns esquemes decoratius més propis del Renaixement, amb represa inferior de pedra monolítica, mentre que a la primera planta, tot i ser de les mateixes dimensions i estar situades simètricament i motllurades, no presenten cap mena de decoració a la llinda, i al seu damunt s'hi pot observar un arc de descàrrega per distribuir la força vertical del mur. Finalment a la segona planta o golfes hi ha una sèrie de set obertures de petites dimensions en forma d'espitlleres amb arc de mig punt superior.

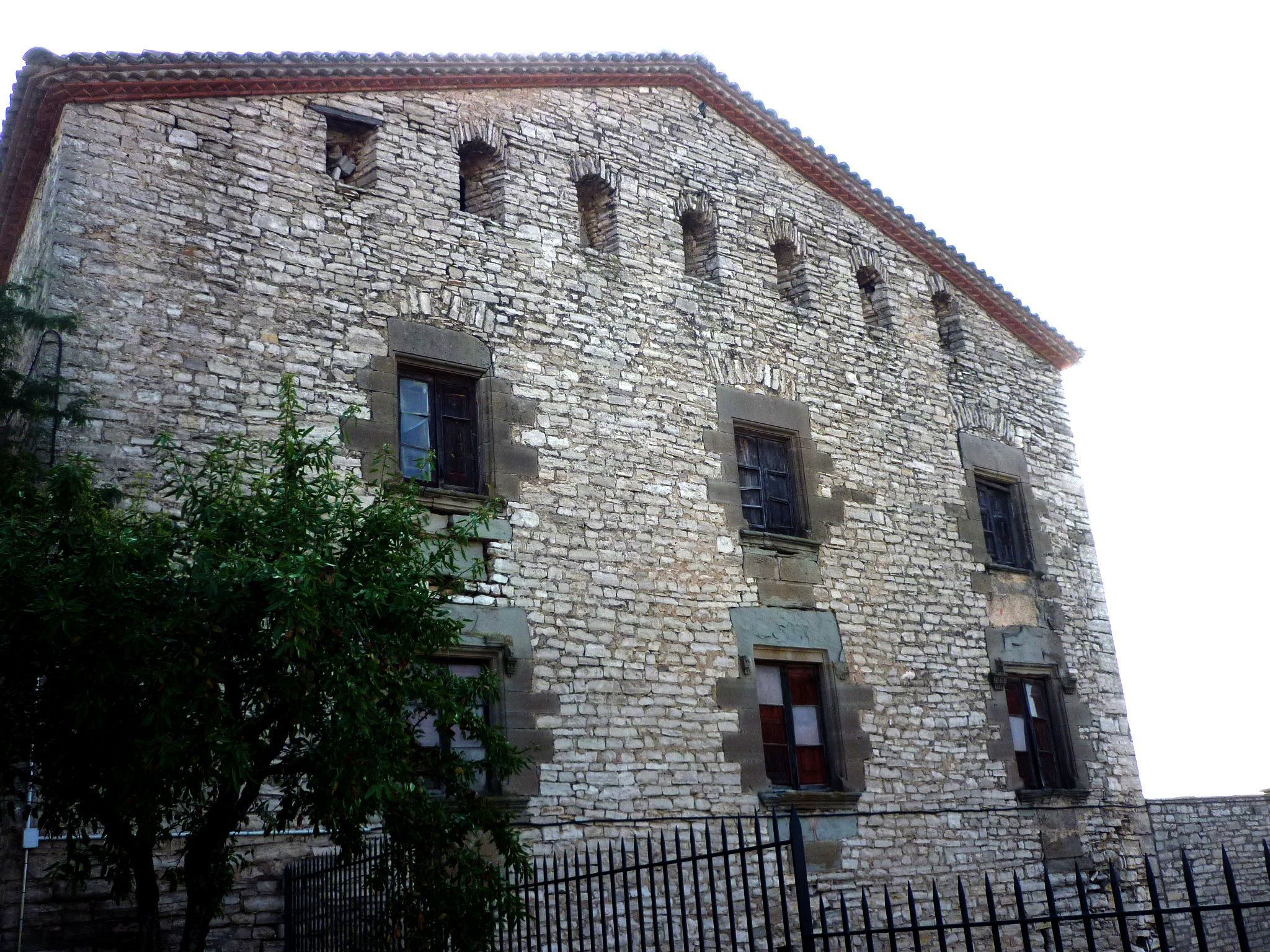
Façana de ponent

La façana posterior és la que ha patit més modificacions amb el pas dels anys, i únicament s'hi poden observar les dues plantes superiors a causa de la seva situació més elevada respecte a la resta d'edificació. A la part baixa trobem dues portes d'entrada, una d'original realitzada amb carreus regulars de pedra situada a l'esquerra i una segona oberta recentment o modificada situada a la dreta, amb una petita espitllera enmig d'aquestes dues obertures. A la segona planta trobem dues finestres amb llinda i brancals motllurats, represa inferior i arcs de descàrrega a la part superior, acompanyades per les restes d'un matacà a la dreta de la façana.

## Història
Hom desconeix bona part de la història d'aquest castell que formava part del comtat de Berga. Fins al segle xiii va pertànyer als Cervera. El 1246, quan es casà Sibil·la de Cervera amb Ramon de Montcada, el seu pare, Guillem de Cervera, li donà per dot el castell de Timor, el castell i la vila de sant Antolí, el de Pujalt, la vila de Gàver i el castell d'Estaràs. El 1251 el castell passà a mans de Jaume I.
Al s. XIV el domini del castell esdevingué dels Vilallonga. El 1355 ja és esmentat com a senyor del lloc Ponç de Vilallonga. Aquesta família van ser senyors del poble fins al segle xix però van continuar sent els propietaris del castell fins inicis del segle xx.